# Ilija Stanić
Ilija Stanic (19 d'octubre de 1945) fou el presumpte agent iugoslau autor de l'assassinat del general ústaixa Vjekoslav Luburic, responsable del camp de concentració de Jasenovac durant la Segona Guerra Mundial.
Nascut a Colopeci, al municipi de Konjic, a l'oest de Sarajevo (Bòsnia i Hercegovina), era fill d'un nacionalista croat que va combatre contra el règim comunista de Tito, i que va morir el 1951 en una operació militar. Ilija Stanic va marxar de Iugoslàvia el 1966, i després de viure a França i Alemanya, es va instal·lar a Espanya. Va treballar en la impremta que l'antic general Vjekoslav Luburic tenia a Carcaixent (València) fins al 20 d'abril de 1969. Aquell dia, Luburic va ser assassinat i Stanic va fugir. Des de llavors, la Interpol el va cercar com a autor de l'assassinat, però mai el va detenir. L'any 2003 el periodista valencià Francesc Bayarri, va localitzar i entrevistar Ilija Stanic a Sarajevo, publicant posteriorment un llibre sobre el seu cas.